# Joseph Tobin
Joseph William Tobin CSsR (ur. 3 maja 1952 w Detroit) –  redemptorysta, przełożony generalny Zgromadzenia Redemptorystów w latach 1997–2009, sekretarz Kongregacji ds. Instytutów Życia Konsekrowanego i Stowarzyszeń Życia Apostolskiego w latach 2010–2012, arcybiskup Indianapolis w latach 2012–2016, arcybiskup Newark od 2017, kardynał od 2016, od 2021 członek Kongregacji ds. Biskupów i Najwyższego Trybunału Sygnatury Apostolskiej.

## Życiorys
Joseph William Tobin był najstarszym z trzynaściorga rodzeństwa. Po edukacji w seminariach redemptorystów w stanach Wisconsin i Nowy Jork zdobył licencjat z filozofii, magisterium z edukacji religijnej i z teologii. Pierwsze śluby zakonne złożył 5 sierpnia 1973, święcenia kapłańskie przyjął 1 czerwca 1978. Po święceniach pracował w kilku wspólnotach emigrantów hiszpańskojęzycznych.
Przed przybyciem do Rzymu w 1991 pełnił w Zgromadzeniu następujące funkcje: 
- członek kapituł prowincjalnych (1978–1991)
- radny prowincjalny nadzwyczajny (1984–1990),
- przełożony lokalny (1988–1991),
- członek Generalnego Sekretariatu Duszpasterstwa (1985–1991).

Ojciec Tobin pracował również w kilku diecezjach, m.in. jako proboszcz i wikariusz biskupi.
W 1991 XXI Kapituła Generalna wybrała go radnym ojca Juana Manuela Lasso de la Vega y Miranda, ówczesnego przełożonego generalnego zakonu. Ojciec Tobin w szczególny sposób zajmował się Apostolatem Powołań i Młodzieży Redemptorystowskiej.
9 września 1997 XXII Kapituła Generalna wybrała ojca Tobina Przełożonym Generalnym, a ponowny wybór (przez XXIII Kapitułę Generalną) nastąpił 26 września 2003.
5 maja 2009 przestał być przełożonym Zgromadzenia, którym kierował przez 12 lat. Jego następcą został wybrany o. Michael Brehl.
W latach 2001–2009 był członkiem Rady ds. relacji pomiędzy watykańską Kongregacją ds. Instytutów Życia Konsekrowanego i Stowarzyszeń Życia Apostolskiego a Międzynarodową Unią Przełożonych Generalnych zgromadzeń zakonnych męskich i żeńskich.
2 sierpnia 2010 został mianowany przez papieża Benedykta XVI tytularnym arcybiskupem Obby oraz sekretarzem Kongregacji ds. Instytutów Życia Konsekrowanego i Stowarzyszeń Życia Apostolskiego. Sakrę przyjął 9 października 2010 z rąk kardynała Tarcisio Bertone SDB.
18 października 2012 papież Benedykt XVI minował go arcybiskupem metropolitą Indianapolis. Ingres odbył się 3 grudnia 2012. Paliusz otrzymał z rąk papieża Franciszka w dniu 29 czerwca 2013.
9 października 2016 papież Franciszek mianował go kardynałem. Kreowany kardynałem prezbiterem Santa Maria delle Grazie a Via Trionfale 19 listopada 2016.
7 listopada 2016 papież Franciszek mianował go arcybiskupem metropolitą Newark. Ingres odbył się 6 stycznia 2017.
4 marca 2021 został mianowany przez papieża członkiem Kongregacji ds. Biskupów doradzającej papieżowi w sprawie nominacji biskupów na całym świecie. 21 czerwca tego samego roku Franciszek powołał go jeszcze na członka Najwyższego Trybunału Sygnatury Apostolskiej. Brał udział w konklawe 2025, które wybrało papieża Leona XIV.
Zna język angielski, hiszpański, francuski, włoski i portugalski.